# The Majestic
The Majestic ist ein US-amerikanisches Filmdrama von Frank Darabont aus dem Jahr 2001. Der von Jim Carrey gespielte Autor Peter Appleton wird während der McCarthy-Ära verdächtigt, ein Kommunist zu sein, was dazu führt, dass man ihm Aufträge entzieht. Betrunken verursacht er einen Unfall und verliert sein Gedächtnis. Er wird in der Nähe einer kleinen Stadt gefunden, wo man ihn für einen vermissten Kriegshelden hält.

## Handlung
Die Handlung spielt in den Vereinigten Staaten in den 1950er Jahren. Peter Appleton ist ein Autor, der Drehbücher für B-Filme schreibt. Er hofft, eines Tages für seriösere Projekte arbeiten zu können.
Appleton wird verdächtigt, ein Kommunist zu sein, weil er ein Treffen der Organisation Bread Instead of Bullets besuchte. Obwohl er es nur tat, um einer Frau näher zu sein, wird der Auftrag für ein neues Drehbuch storniert. Appleton betrinkt sich und erleidet nahe der Kleinstadt Lawson einen Autounfall, was eine Amnesie nach sich zieht.
Die Stadtbewohner glauben, er sei der aus dem Zweiten Weltkrieg zurückgekehrte Luke Trimble. Sein vermeintlicher Vater Harry Trimble und seine vermeintliche Freundin Adele Stanton akzeptieren ihn. Sie helfen ihm, das heruntergekommene Kino The Majestic wieder zu eröffnen.
Der Politiker Elvin Clyde ist der Meinung, dass das plötzliche Verschwinden Appletons nur bedeuten könne, er sei ein wichtiger Agent der Kommunisten. Als im Kino der Film Sand Pirates of the Sahara läuft, für den Appleton das Drehbuch geschrieben hat, kehren seine Erinnerungen zurück. Trotzdem lässt er den infolge eines Herzinfarkts sterbenden Harry glauben, er sei sein Sohn. Während der Bestattungsfeier offenbart er Adele die Wahrheit. Sie erwidert, sie habe es bereits geahnt.
Appletons Anwalt rät seinem Mandanten, ein Geständnis abzulegen, in dem er sich als Kommunist bekennen solle. Stattdessen hält Appleton aber vor einer Arbeitsgruppe des US-Kongresses eine Rede über die amerikanischen Ideale, die gut ankommt. Die Verdächtigungen gegen ihn werden für gegenstandslos befunden.
Er kehrt nach Lawson zurück, wo er – für ihn unerwartet – als Held empfangen wird.

## Kritiken
Kirk Honeycutt schrieb im Hollywood Reporter vom 17. Dezember 2001, der Film sei der „aggressivste“ Retro-Film der letzten Jahre. Er wirke, als ob der Regisseur absichtlich einen Film drehen wollen würde, der 50 Jahre alt sei. Das Drehbuch sei „sentimental“ und „vereinfacht“ aus der heutigen Sicht geschrieben. Honeycutt lobte die Bilder der Landschaften Nordkaliforniens.
Das Lexikon des internationalen Films schrieb, der Film erinnere an ältere Komödien von Frank Capra oder Preston Sturges. Die Inszenierung sei „sentimental“ und „übertrieben“. Die historischen Ereignisse seien „vereinfacht“ dargestellt.

## Auszeichnungen
Der Film gewann im Jahr 2002 den Political Film Society Award für Demokratie. Er wurde 2002 für den Hollywood Makeup Artist and Hair Stylist Guild Award nominiert.

## Hintergrund
Der Film wurde in Kalifornien gedreht.
Seine Produktion kostete schätzungsweise 72 Millionen US-Dollar. Der Film spielte in den Kinos der USA ca. 27,8 Millionen US-Dollar ein, weltweit waren es ca. 37,3 Millionen US-Dollar.